# Hans Faltin
Hans Faltin (* 26. September 1896 in Halle (Saale); † 28. Juni 1961 in Dresden) war ein deutscher Energietechniker mit dem Spezialgebiet technische Thermodynamik.
Hans Faltin war nach seinem Studium Betriebs-Oberingenieur des Heizkraftwerkes der Technischen Hochschule Breslau. Ab 1934 war er Lehrbeauftragter und ab 1939 Professor an dieser Hochschule. 1943 wurde er Professor für technische Thermodynamik an der Technischen Hochschule Brünn. Nach einer kurzen Tätigkeit an der Universität in Halle (Saale) im Jahr 1945 arbeitete er ab 1946 bei den Chemischen Werken in Leuna. 1949 erhielt er eine Berufung als Direktor des Institutes für Thermodynamik und Thermische Strömungsmaschinen der Technischen Hochschule Dresden und als Inhaber des gleichnamigen Lehrstuhls.
1953 wurde er als ordentliches Mitglied in die Deutsche Akademie der Wissenschaften zu Berlin aufgenommen.
Sein Lehrbuch Technische Wärmelehre erschien in mehrfacher Auflage im Akademie-Verlag Berlin.